# 303 (số)
303 (ba trăm linh ba) là một số tự nhiên ngay sau 302 và ngay trước 304.